# Ilex georgei
Ilex georgei là một loài thực vật có hoa trong họ Aquifoliaceae. Loài này được Comber mô tả khoa học đầu tiên năm 1933.